# Gârbovi
Gârbovi é uma comuna romena localizada no distrito de Ialomiţa, na região de Muntênia. A comuna possui uma área de 82.03 km² e sua população era de 4255 habitantes segundo o censo de 2007.